# Nat Hiken
Nat Hiken, né le 23 juin 1914 à Chicago, Illinois (États-Unis), mort le 7 décembre 1968 à Brentwood (Californie) (États-Unis), est un scénariste, réalisateur et producteur américain.

## Filmographie

### comme scénariste
- 1939 : Slapsie Maxie's
- 1941 : Cliff Edwards and His Buckaroos
- 1960 : The Slowest Gun in the West (TV)
- 1967 : Carol + 2 (TV)
- 1969 : The Love God? (en)
- 1996 : Sergent Bilko

### comme réalisateur
- 1950 : Your Show of Shows (en) (série télévisée)
- 1955 : The Phil Silvers Show (série télévisée)

### comme producteur
- 1955 : The Phil Silvers Show (série télévisée)
- 1960 : The Slowest Gun in the West (TV)
- 1961 : Car 54, Where Are You? (série télévisée)
- 1967 : Carol + 2 (TV)